# Esumba
Esumba (en francés: Île Esumba) es una de las islas más grandes en el río Congo. Se encuentra en la República Democrática del Congo, 20 km aguas abajo de Lisala. Se trata de una isla de más de 50 km de largo, localizada en las coordenadas geográficas 02°00′00″N 21°12′00″E / 2.00000, 21.20000.